# Conde de Vila Nova de Portimão

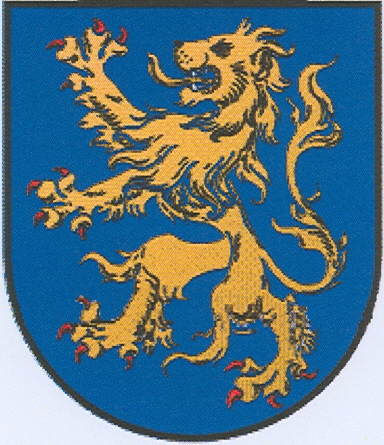
Brasão dos Castelos Brancos, condes de Vila Nova de Portimão.

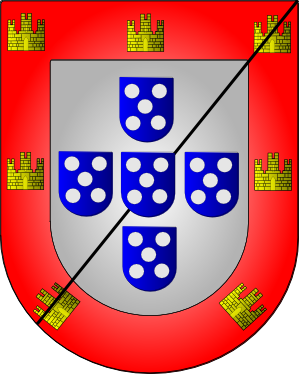
Brasão dos Lancastres, condes de Vila Nova de Portimão.

Brasão do ramo Lancastre e Távora, condes de Vila Nova de Portimão.

Conde de Vila Nova de Portimão foi um título nobiliárquico criado por D. Manuel I de Portugal, por carta de 28 de maio de 1504, a favor de D. Martinho Castelo Branco, 2.º senhor de Vila Nova de Portimão.
O segundo conde de Vila Nova de Portimão, D. Martinho de Castello Branco, camareiro-mor de el-rei D. Manuel I, vedor da fazenda real e preferido do rei, obteve, a 6 de Maio de 1516, o privilégio régio para abrir e explorar um prostíbulo na dita vila, sob a designação de Mancebia, sob condição de manter as "mancebas" solteiras, apartadas das mulheres casadas e de bons costumes. Os rendimentos da exploração da dita casa, popularmente referida como um "paço-da-mãe-joana", reverteram a favor deste conde e dos seus descendentes, livres e isentos de quaisquer sindicâncias ou controlos por parte da justiça ou do clero.  
Em 1662, o terceiro conde, Dom Gregório Taumaturgo de Castel-Branco, morreu sem descendência, sendo o título herdado pelo neto de sua irmã, Luís de Lancastre, descendente do infante D. Jorge de Lancastre, duque de Coimbra.
Pelo casamento do 5.º conde com Maria Sofia de Lancastre (herdeira da Casa de Abrantes), a família reuniu todo o património e honras na mesma casa, uma das mais consideradas entre a aristocracia portuguesa.

## Lista dos condes de Vila Nova de Portimão
1. D. Martinho de Castelo Branco (c.1460–?);
2. D. Manuel de Castelo Branco (1550–?), neto do anterior;
3. D. Gregório Taumaturgo de Castelo Branco (c.1600–1662), filho do anterior;
4. D. Luís de Lancastre (1644–1704), sobrinho neto do anterior;
5. D. Pedro de Lancastre (1697–1752), filho do anterior;
6. D. José Maria de Lancastre e Távora (1742–1771), neto do anterior, também 11.º conde de Penaguião;;
7. D. Pedro de Lancastre da Silveira Castelo Branco Sá e Meneses(1762–1862), filho do anterior, também 5.º marquês de Abrantes e 12.º conde de Penaguião;
8. D. José Maria da Piedade de Lancastre Silveira Castelo Branco de Almeida Sá e Meneses(1784–1827), filho do anterior, também 6.º marquês de Abrantes e 13.º conde de Penaguião;
9. D. Pedro José Maria da Piedade de Alcântara Xavier de Lancastre (1816–1847), filho do anterior, também 7.º marquês de Abrantes e 14.º conde de Penaguião, morto sem descendência;
10. D. José Maria da Piedade de Lancastre e Távora (1819–1870), irmão mais novo do anterior;
11. D. João Maria da Piedade de Lancastre e Távora (1864–1917), filho do anterior, também 8.º marquês de Abrantes e 15.º conde de Penaguião.

Após a proclamação da República e o fim do sistema nobiliárquico, foram pretendentes ao título D. José Maria da Piedade de Lancastre e Távora (1887-1961), D. Luís Gonzaga de Lancastre e Távora (1937-1993) e, atualmente, D. José Maria da Piedade de Lancastre e Távora (1960-).